# Polyrhachis trispinosa
Polyrhachis trispinosa är en myrart som beskrevs av Smith 1861. Polyrhachis trispinosa ingår i släktet Polyrhachis och familjen myror. Inga underarter finns listade i Catalogue of Life.

## Bildgalleri

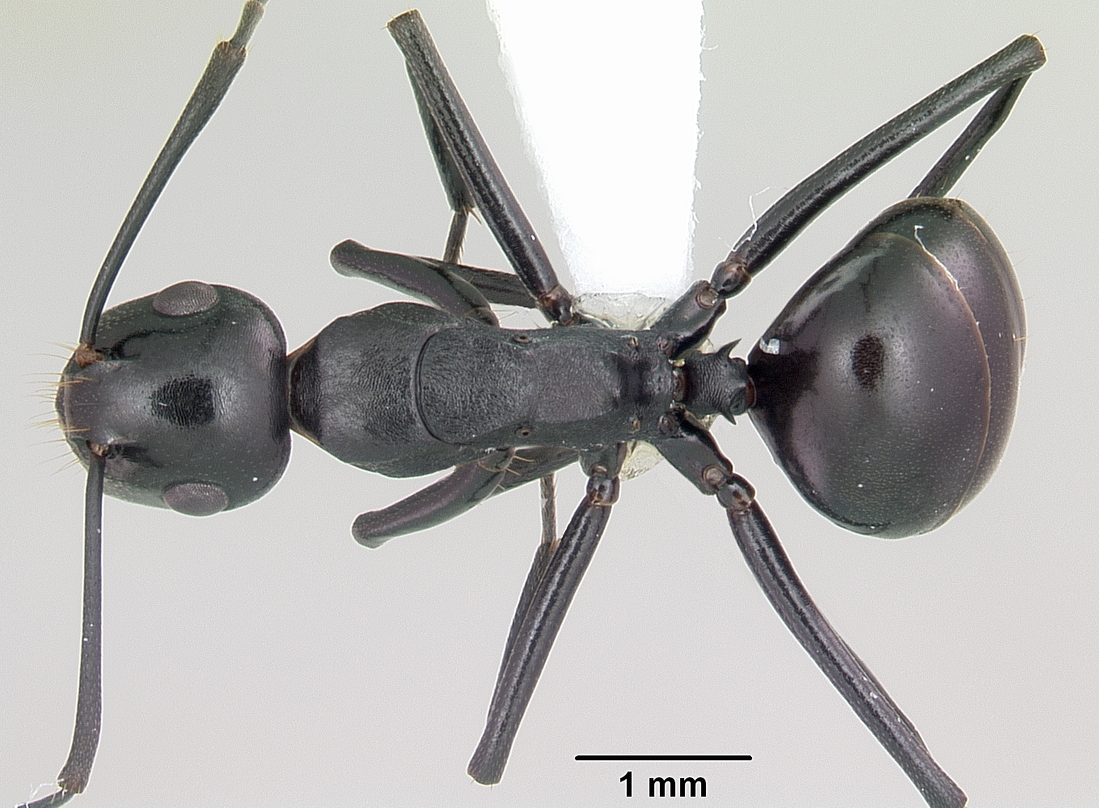
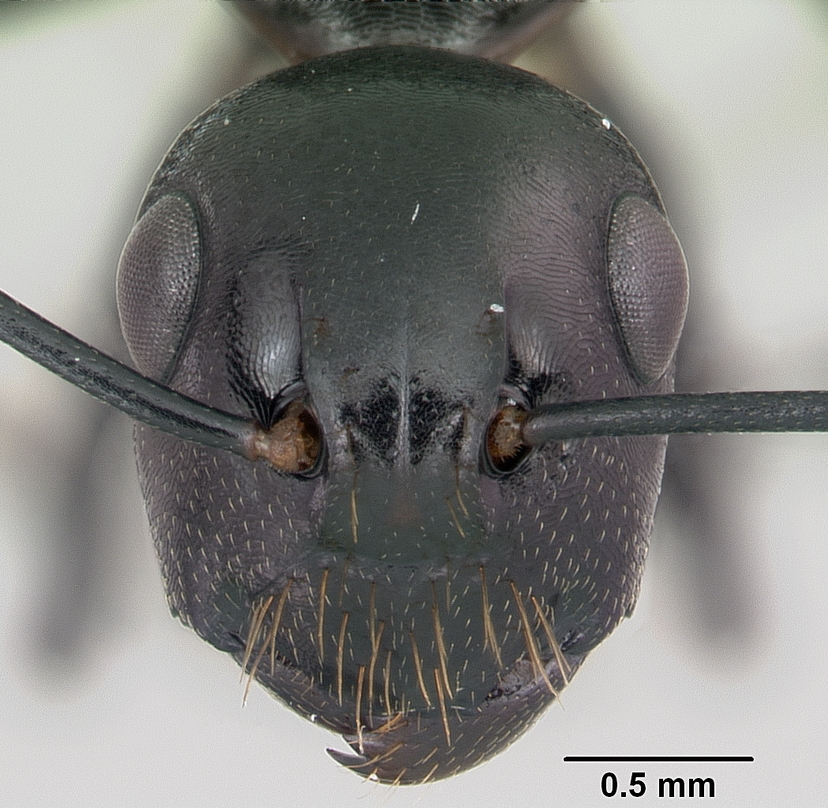
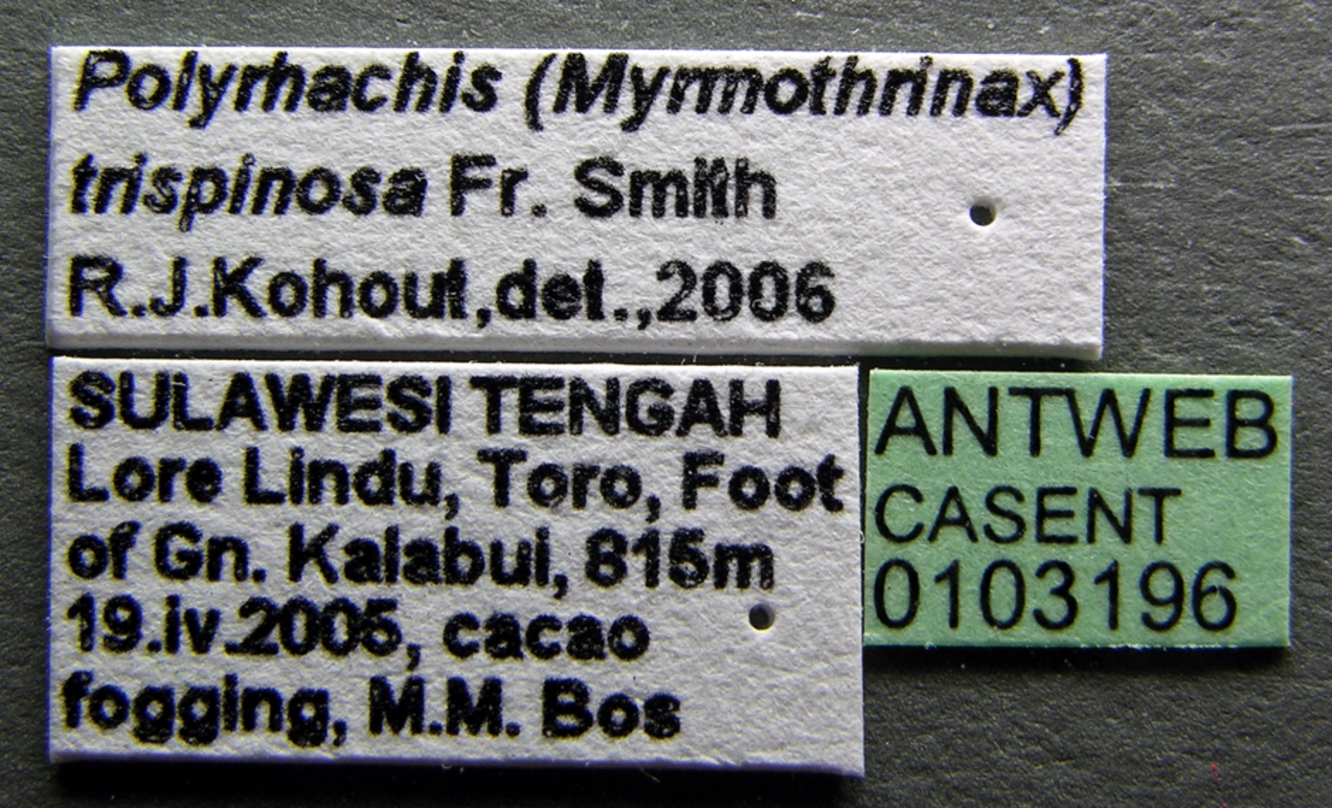
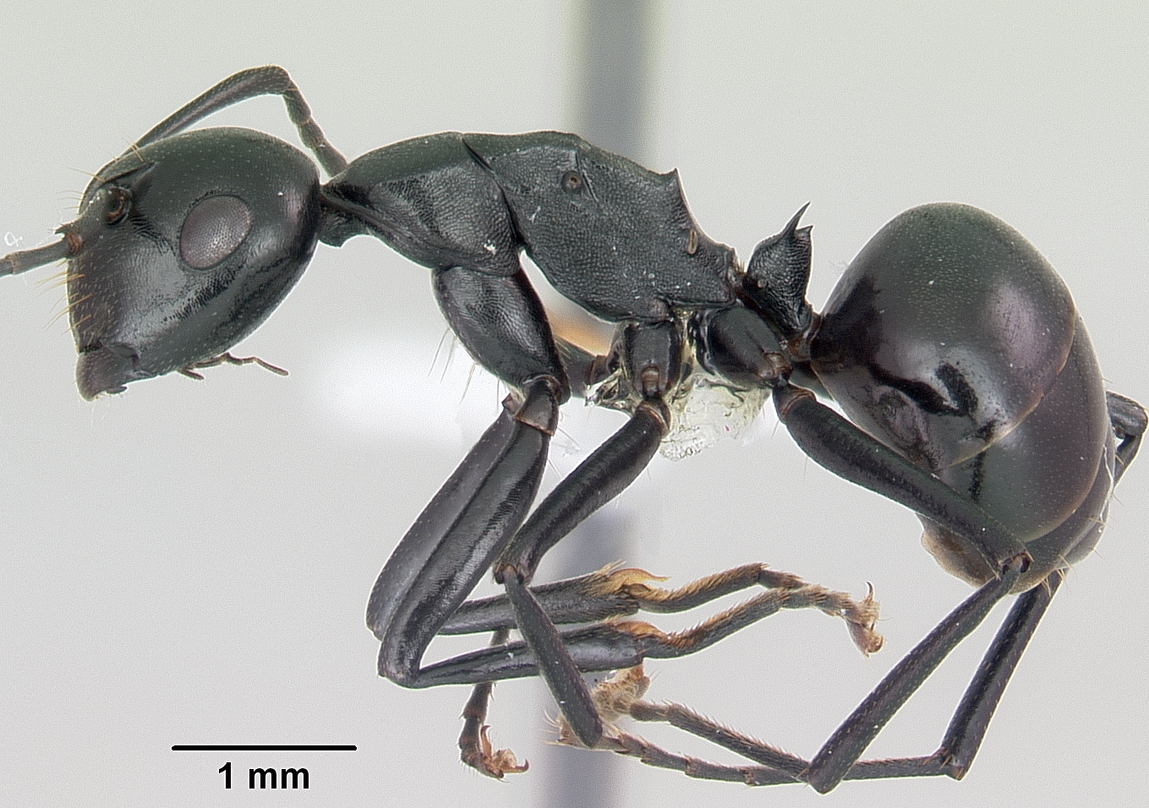